# Carol van Herwijnen
Carol (C.A.M.) van Herwijnen (Laren, 21 juni 1941 – Amsterdam, 7 juli 2008) was een Nederlandse (stem)acteur. Tot zijn dood woonde hij te Amsterdam-Buitenveldert.

## Levensloop
Carol van Herwijnen groeide op in Amsterdam tijdens de Tweede Wereldoorlog met zijn jonge moeder, die net 20 was toen hij geboren werd. Zij was de oudste dochter van de kunstschilder Jan van Herwijnen, (1889-1965). Zijn vroegste herinneringen stamden ook uit de oorlog, toen hij tijdens de Hongerwinter in 1944-1945 als stadskind naar Ommen werd gebracht waar hij de bevrijding door de Canadezen meemaakte. Na een jaar kunstnijverheidsschool, de latere Rietveldacademie, ging hij naar de toneelschool. Daar raakte hij voor het leven bevriend met klasgenote Wieteke van Dort en hij kwam vaak bij haar familie thuis over de vloer. In 1965 deed Van Herwijnen eindexamen aan de Amsterdamse Toneelschool. Zijn eindexamenklas werd bekroond met de Top Naeff-prijs. In deze klas zaten ook Marja Kok, Rudolf Lucieer, Sjoukje Hooymaayer, Krijn ter Braak en Jeroen Krabbé. Hij debuteerde in 1965 bij Toneelgroep Studio te Amsterdam.
In 1966 won hij het I.C.C. Concours. Vorige winnaars waren o.a. Henk van Ulsen en Peter Oosthoek. In 1967 studeerde hij een jaar met een beurs van 7Up aan de American Musical and Dramatic Academy te New York.

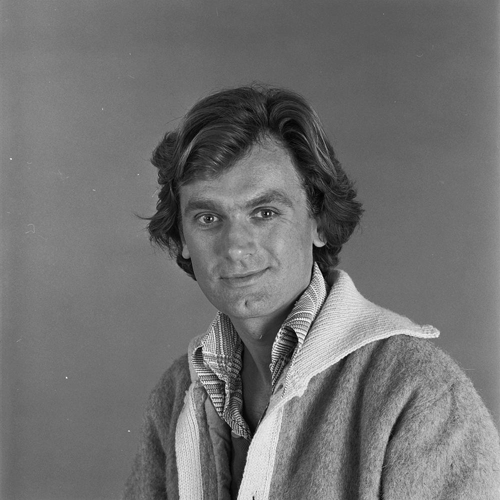
Carol van Herwijnen in 1976

Van Herwijnen was gedurende enkele decennia te zien op toneel, televisie en film. Hij vertolkte hoofdrollen in stukken van onder meer Shakespeare, Brecht, Tsjechov en Sartre. Sinds 1968 is Van Herwijnen vaak te zien geweest in tv-series: Kunt u mij de weg naar Hamelen vertellen, meneer?, Floris, "Stemmen" (met Wim T. Schippers), Toen was geluk heel gewoon, Charlotte Sophie Bentinck, Otje (als burgemeester), Baantjer, Grijpstra & De Gier en Flikken Maastricht. Een van de films waaraan Van Herwijnen heeft meegewerkt is de Amerikaanse Cheech & Chong-film "Still Smokin'", een Engelstalige cult-klassieker.
In 1988 werd hij onderscheiden met de belangrijkste Nederlandse toneelonderscheiding, de Louis d'Or, voor zijn spel in "Om het af te leren" (One for the road) van de Engelse schrijver Harold Pinter.
Hilarisch was Van Herwijnen in zijn vertolking van verschillende personages in de televisieseries van Wim T. Schippers met als meest bekend de rol van de frivole notaris Henk G. Born in de comedy We zijn weer thuis. 
In zijn sterfjaar 2008 was Van Herwijnen nog steeds actief in de Nederlandse toneel- en filmwereld en als stemacteur. Zijn markante stem met goede dictie en uitspraak van het Nederlands was veelvuldig te horen in tekenfilms, reclames en radiospots. Zo heeft hij bijvoorbeeld de titelsong van SpongeBob SquarePants gezongen en deed hij de stem van de "Nieuwslezer" en "De Vliegende Hollander" in de beroemde tekenfilmserie. Zijn stem was ook te horen als Grote Smurf in de tv-serie de Smurfen, in Stuart Little en in Bambi als de uil. Tevens is de stem van Van Herwijnen te horen in het Efteling-sprookje Sneeuwwitje.

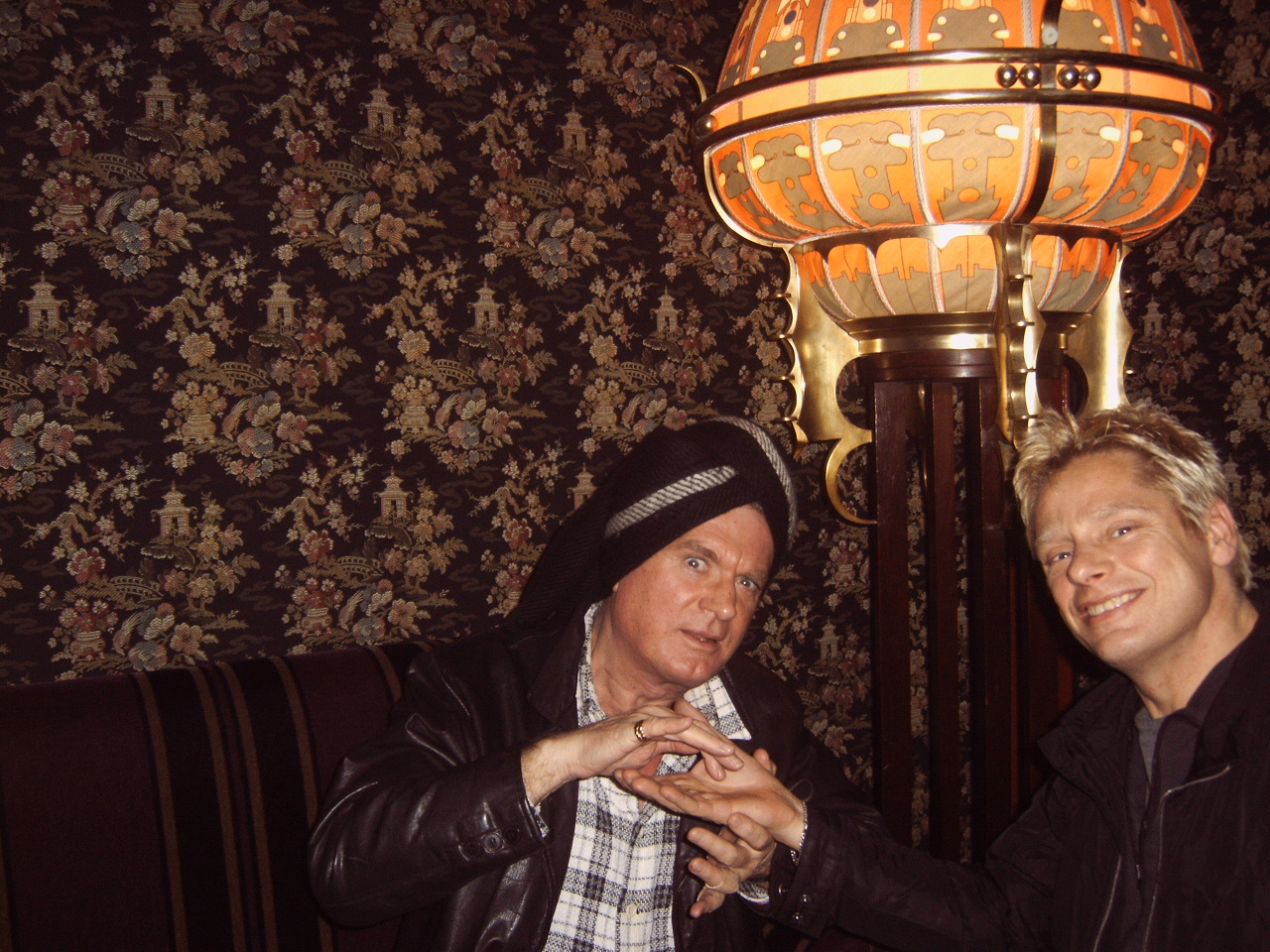
Carol van Herwijnen met een vriend in Theater Tuschinski in 2007

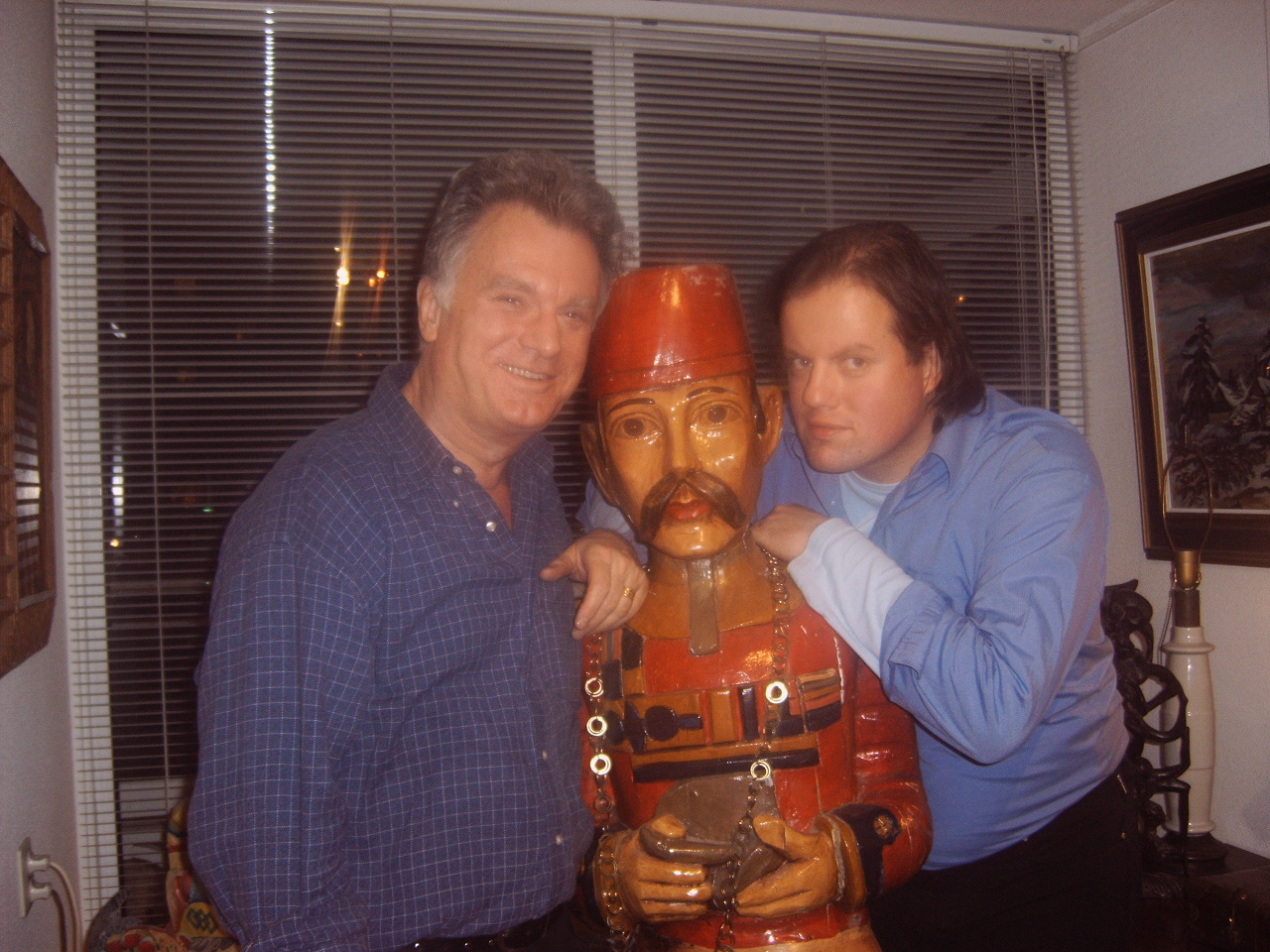
Carol van Herwijnen thuis met een vriend in 2006

### Privé
In zijn vrije tijd reisde Van Herwijnen veel naar Duitsland, waar hij vaak verbleef in Berlijn en waar hij naar eigen zeggen graag had willen werken. Hij was een fervent kunstverzamelaar en kunstkenner en bezocht veelvuldig openingen van tentoonstellingen in galeries en musea en heeft ook zelf regelmatig openingen van exposities verricht, zoals in het Singermuseum in zijn geboorteplaats. Van Herwijnens grootvader was de kunstschilder Jan van Herwijnen. Zijn hele huis stond en hing vol met allerlei kunst, zowel klassiek als modern en hij combineerde een uiteenlopende stijl van antiek en modern meubilair. In een glazen vitrine lagen allerlei toneelparafernalia, zoals zijn Louis d'Or-medaille. Van Herwijnen is altijd actief gebleven, ook met eigen projecten waaraan hij schreef en onderzoek voor deed.

### Laatste jaren
In 2007 initieerde Van Herwijnen samen met bevriende collega Huib Rooymans de voorstelling "Adres Onbekend", een toneelbewerking naar het boek van de Amerikaanse schrijfster Katherine Kressmann Taylor uit 1938, over een vriendschap die vergiftigd wordt door de opkomst van het nazisme. Het boek is een novelle in briefvorm en in het theaterstuk werd ook door Van Herwijnen en Rooymans vastgehouden aan die vorm waarin de beide personages de brieven die ze aan elkaar blijven schrijven voorlezen aan de zaal, zonder elkaar daarbij aan te kijken.
In 2008 volgde een nieuwe tournee van het stuk 'Adres Onbekend', dat wegens groot succes geprolongeerd werd. Van Herwijnen speelde op het rondreizend theaterfestival De Parade (12 juni - 17 augustus) een opmerkelijke rol als vrouw in het stuk Bouillabaisse (een conceptuele zwarte komedie van 40 min.), waaraan door zijn plotseling overlijden op 7 juli 2008 - hij was juist 67 geworden -  vroegtijdig een einde kwam.
Van Herwijnen werd op 16 juli 2008 begraven op de Amsterdamse begraafplaats Zorgvlied. Onder grote publieke belangstelling was er eerst een afscheidsbijeenkomst waar een aantal familieleden, zoals zijn zus, en ook vrienden en collega's, zoals Wieteke van Dort en Henk van Ulsen, spraken, waarna Van Herwijnen werd bijgezet in het graf van zijn moeder.
Op 23 maart 2015 zond NPO 2 de documentaire 'De Dingen die Voorbij Gaan' uit van filmmaker Michiel van Erp, met  herinneringen aan van Herwijnen en over de vergankelijkheid van het toneelspel .

## Filmografie
- Egmont - televisiefilm 1968 - Ferdinand
- Floris - televisieserie - soldaat in tolhuis (afl., De drie narren, 1969)
- Stemmen - televisiefilm 1972 - maakt deel uit van gezelschap op partijtje
- Waar heb dat nou voor nodig? - televisiefilm 1973 - winkelier
- Vader en zoon - mini-serie, 1974 - neef
- Martha - televisiefilm 1974 - Bob
- Periander - televisiefilm 1975 - rol onbekend
- Rufus - 1975 -  Broer Scheffer
- Klaverweide - televisieserie - Mol (aflevering Met vallen en opstaan, 1975)
- Oorlogswinter - afl 13 - Duitser (1975)
- Vorstenschool - televisiefilm 1976 - rol onbekend
- Kunt u mij de weg naar Hamelen vertellen, meneer? - televisieserie - Goudriaan van Wamp (aflevering, Wenzela de ijsheks, 1976 Het ijspaleis, 1976 Het zwaard van golf, 1976)
- Kant aan m'n broek - televisieserie - rol onbekend (episode 1.2 en 1.6, 1978)
- Het is weer zo laat - televisieserie 1978 - verzekeringsagent (aflevering 8)
- Muziektheater: Dada - televisiefilm 1979 - rol onbekend
- Bekende gezichten, gemengde gevoelens - speelfilm 1980 - Karl
- De lachende scheerkwast - televisieserie 1981 - opticien Bart Keggel (episode 3)
- De boezemvriend - 1982 - Inspecteur van de Keizer
- Tony - televisiefilm 1983 - regisseur
- De zwarte ruiter  - 1983 - broer van Schellekens
- Still Smokin' - 1983 - manager hotel
- De mannetjesmaker - speelfilm 1983 - Hendrik Ouderkerk
- Schoppentroef - televisieserie - rol onbekend (episode 1.8, 1984)
- Het wonder van Rotterdam - 1984 - rol onbekend
- Opzoek naar Yolanda - televisieserie - hotelreceptionist Moltonhotel (afl. Op zoek naar Grace en In de wolken, 1984)
- Zeg 'ns Aaa - televisieserie - boetiekhouder (1984)
- De ijssalon - speelfilm 1985 - Müller
- De Brekers - 1985 - PJ Kok - ( Afl. Sterralures)
- Thomas en Senior - televisieserie 1985 - commissaris Van Dijk, zoon van Senior (7 afl.)
- Thomas en Senior op het spoor van Brute Berend - speelfilm 1985 - commissaris Van Dijk, zoon van Senior
- Moordspel - televisieprogramma 1987 - Arnold Pauw (afl. Vermist op zee)
- Thomas en Senior op het spoor van Brute Berend - speelfilm als televisieserie 1988 - commissaris Van Dijk, zoon van Senior
- Drie recht, één averecht - televisieserie - W.W. Bolsenbroek (afl. Eigen initiatief, 1988)
- Medisch Centrum West - televisieserie - Karel Eversteen (1991)
- Een hotelbar in Tokio - televisiefilm 1991 - rol onbekend
- De Johnsons - speelfilm 1992 - burgemeester
- Zonder Ernst - televisieserie 1992-1993 - Michiel Bruinink (alleen seizoen 1, later overgenomen door Marnix Kappers)
- Richting Engeland - speelfilm 1993 - kapper Oostinga
- Belle van Zuylen - Madame de Charrière - speelfilm 1993 - vader van Benjamin Constant
- Coverstory - televisieserie 1995 - Paul Laban (Aflevering Bitter erfgoed)
- Toen was geluk heel gewoon - televisieserie - butler Hopjes (1994-1997) (o.a. de afl. Oud en Nieuw, 1996, en Met de muziek mee, 1997)
- Seth & Fiona - televisieserie 1994 - Loco Aantjes (afl. Namens de Koningin, bedankt!)
- We zijn weer thuis - televisieserie 1989-1994 - notaris Henk G. Born (28 van de 47 afl.)
- Kleine daden, grote gevolgen: De heldendaad - televisiefilm 1994 - rol onbekend
- De jurk - speelfilm 1996 - winkelbediende
- De eenzame oorlog van Koos Tak - televisieserie - Keunings (afl. Villa Cupido, 1996)
- Charlotte Sophie Bentinck - mini-serie 1996 - Van Boetzelaer
- In het belang van de staat - televisiefilm 1997 - Karel van Dam
- Flodder - televisieserie - Dionrico (afl. Gluren bij de buren, 1998)
- Otje - televisieserie 1998 - burgemeester
- Russen - televisieserie - Leo Swinkels (afl. No Police, 2000)
- Loenatik - televisieserie - vader van Fats (af. Rijles, 2001)
- Baantjer - televisieserie - Hubert van Raasdonk (afl. De Cock en de moord in 5 gangen, 2001)
- Schiet mij maar lek - televisieserie 2001-2002 - wethouder Alderman
- Kees de jongen - speelfilm 2003 - Franse toerist in Rijksmuseum
- Kinderen geen bezwaar - televisieserie - zwerver (afl. Beetje Christelijk, 2006)
- Dennis P. - speelfilm 2007 - curator
- Grijpstra & De Gier - televisieserie - Peter Heeringa (afl. Für Elise, 2007)
- Flikken Maastricht - televisieserie - Thomas (afl. Britt, 2007)
- Keyzer & De Boer Advocaten - televisieserie - militair aanklager (afl. De marinier, 2008)

## Stemacteur
- Bambi II (2006) als Uil
- Het dappere broodroostertje[4] (2005) als Karel de stofzuiger
- Garfield (2004) "als" Happy Chapman/Walter J. Chapman
- Het Geheim van de Kaasfabriek (2003) als Edward Murdstone
- Stuart Little 2 (2002) als Sneeuwbal
- Stuart Little (1999) als Sneeuwbal
- Sneeuwwitje (1999) als Verteller (in het Sprookjesbos van de Efteling)
- SpongeBob SquarePants als Zanger van de titelsong, Nieuwslezer en de Vliegende Hollander
- Mulan (1998) als Generaal Li
- Rupert (1996) als Vader Beer
- Jim Button (1996) als Kapitein van de Wilde 13
- Jungle Jack 2 (1996) als Herman
- Pinokkio (1995) als de Koetsier
- De Avonturen van Ichabod en meneer Pad, De Wind in de Wilgen (1995) als Mr. Pad
- Sneeuwwitje en de zeven dwergen (1994) als Verteller
- Platvoet en zijn vriendjes II (1994) als Ozzy
- Jungle Jack (1994) als Herman
- Bambi (1993) als Uil
- Link: The Faces of Evil (1993) als King Harkinian
- Zelda: Wand of Gamelon (1993) als King Harkinian
- Tom and Jerry: The Movie (1992) als Likkevoet
- De kleine zeemeermin (animatieserie) (1992) als Manta
- An American Tail: Fievel Goes West (1991) als Cat R. Waul
- Talespin (1990) als Don Karnage
- De Smurfen (vanaf 1982) als Grote Smurf

## Toneel (kleine selectie)
- Een kannibaal als jij en ik - musical (van Bram Vermeulen & Freek de Jonge) uit 1975 - rol "Bom Duiten"
- Schandaal in Holland
- Baal
- Lang ben ik vroeg gaan slapen
- Voor het pensioen
- Driekoningenavond
- De Nieuwe Koning als jonkheer Zilverling (met Kees van Kooten en Wim de Bie 1977)
- Masterclass (1987) (RO-Theater)
- Macbeth
- Moeder Courage
- De Barones (2005-2006)
- Adres Onbekend (2007)